# Sylvia Bourdon
Pour les articles homonymes, voir Bourdon.
Sylvia Bourdon, née 29 janvier 1949 à Cologne en Allemagne, est une actrice pornographique française des années 1970.

## Cinéma X
Sa carrière en tant qu'actrice pornographique s'étend de 1972 à 1977, dans une trentaine de films dont quelques-uns où elle a l'un des rôles principaux. Après des premières apparitions dans des loops tournés aux Pays-Bas et distribués clandestinement en France (Cake Orgy de Lasse Braun en 1972 notamment, elle joue dans la version pornographique du film Lèvres de sang du réalisateur Jean Rollin en 1972. En 1975, elle interprète la femme mûre et insatiable nommée Barbara dans le film pornographique Le Sexe qui parle réalisé par Claude Mulot. La même année, son succès d'actrice est couronné par un film compilation qui porte son nom : Sylvia dans l'extase. Sa renommée devient internationale avec le succès du film Candice Candy en 1975, où elle joue Candice, une éditrice frigide. Ce film est distribué aux États-Unis sous le titre Candy's Candy. En 1976, elle apparaît aux côtés de Claudine Beccarie, une autre pionnière du X en France dans  Les Pornocrates du réalisateur Jean-François Davy. En 1976, après avoir réalisé le film Exhibition premier du nom, célèbre documentaire consacré à l'actrice porno Claudine Beccarie, Jean-François Davy dresse dans Exhibition 2 le portrait sans concession de Sylvia Bourdon, comédienne, adepte du sadomasochisme, personnage extrême, provocateur et dérangeant,,.
En 1987, elle est filmée par Gérard Courant pour son anthologie cinématographique Cinématon.
Sylvia Bourdon a toujours refusé l'appellation « pornostar » destinée aux personnes qui font carrière dans ce « métier ».

## Galerie d'art érotique en Europe
En 1978, Sylvia Bourdon fonde la galerie d'art érotique, la première en Europe au 16, rue des Grands-Augustins, à Paris,.
Des artistes contemporains y exposent comme Antonio Recalcati, Sandorfi, Schlosser, Jean-Jacques Lebel, Bona, Ljuba, Rustin, Mimo Rotella, Pardo, Roussille, Journiac, Moretti, Neiman, Opan (Roger Tallon, designer du TGV) des photographes tels que Irina Ionesco, Jean-François Bauret, Claude Alexandre y sont exposés, ainsi que Bellmer et parfois quelques dessins de Picasso. André Pieyre de Mandiargues, Philippe Sollers, Pierre Bourgeade, qui fit la rencontre de Gabriel Matzneff, Isaure de Saint Pierre collaborent régulièrement.

## Restaurant-galerie BD
En 1985, elle inaugure le premier restaurant de bandes dessinées, le BD 36, à Paris  avec le professeur Choron et toute sa bande de dessinateurs, Gébé, Wolinski, Cavanna, Charlie Schlingo Teulé.

## Engagements

### Pour l'Union européenne
À partir de 1985, Sylvia Bourdon s'engage pour la monnaie unique en organisant dans tous les États membres de l'Union européenne, le « concours graphique pour la monnaie unique » sous l'égide de l'Icograda (International Council of Graphic Designers), de la Commission européenne et du Parlement européen,.
Le concours graphique pour la monnaie unique est lancé à partir du toit de la Grande Arche de la Défense, avec l'orchestre symphonique de la garde républicaine, le maître de cérémonie était André Bercoff.
La remise des prix a lieu au Parlement européen à Bruxelles, sous égide de Yves-Thibault de Silguy, commissaire à la Monnaie unique.

### Développement économique Grèce
En 1998, elle est mandatée par le vice-président grec de la BEI (Banque européenne d'investissement), Panagiotis Gennimatas, pour mettre en œuvre un projet de développement économique pour le Sud Péloponnèse : Le Festival mondial de l'Olive, sous l'égide de la CE et du IOOC (International Olive Oil Council), Madrid, branche de l'ONU, du gouvernement Grec, du préfet de la Messinie et du Maire de Kalamata.

### Pour le développement des PME françaises à l'international
En 2006, Sylvia Bourdon crée la société SB Global Trade Action pour accompagner les PME françaises à franchir les frontières de l'Hexagone,.

## Filmographie

### Cinéma
- 1975 : La veuve lubrique de José Bénazéraf
- 1975 : Lèvres de sang de Jean Rollin : La fausse
- 1975 : Rêves pornos de Max Pécas : La femme au dictionnaire
- 1975 : Les tringleuses d'Alphonse Beni : Une fille avec Paulo
- 1975 : À bout de sexe de Serge Korber : Eliane, la femme du patron
- 1975 : Les goulues de Claude Pierson : Sylvia de Macé
- 1975 : Le Sexe qui parle de Claude Mulot : Tante Barbara
- 1975 : Prostitution clandestine d'Alain Payet : Sylvia
- 1975 : Dans la chaleur de Julie de Serge Korber : Marie, la bonne
- 1976 : Candice Candy de Pierre Unia : Candice
- 1976 : Porn's Girls de Guy Maria : Une fille avec Jacques et Guy
- 1976 : Draguse ou le manoir infernal de Patrice Rhomm : Sonia la prostituée
- 1976 : Sylvia dans l'extase
- 1976 : Eve et l'amour sous toutes ses formes d'Alain Nauroy : Rezy
- 1976 : Excès de Serge Korber
- 1976 : Suce-moi vampire de Jean Rollin : Clara
- 1976 : Safari porno d'Alain Nauroy : Une américaine
- 1976 : P... comme pénétration d'Alain Nauroy : Lena Granger
- 1976 : Hurlement de plaisir de Serge Korber : Sylvia Nader
- 1976 : Blue Ecstasy de Claude Mulot : La femme du sodomiste
- 1976 : Débordements de plaisir d'Alain Nauroy : Sylvia
- 1977 : L'odyssée de l'extase de Serge Korber
- 1977 : Le clandé aux partouzes de Philippe Murcier
- 1977 : La soubrette perverse de José Bénazéraf

## Publications
- L'Amour est une fête, éditions Belfond, 1976, réédité aux éditions Blanche en 2001
Présentation et commentaire en ligne[9]
- Le Sceau de l'infamie, 2001, Mango Documents